# Sévère (chanteuse)
Pour les articles homonymes, voir Sévère (homonymie).
Sévère, née le 10 février 1982 à Strasbourg, est une rappeuse française d'origine congolaise. Sévère est une artiste solo issue du collectif rap Les Sons d'la Rue basé à Strasbourg regroupant plusieurs groupes (Razbool, DJ Zone, Meufia). Elle est l'un des piliers fondateurs du groupe de rap féminin Meufia jusqu'en 2004.
Elle est considérée, par la rappeuse Diams en particulier, comme une des artistes les plus prometteuse et les plus aguerries de la nouvelle scène rap française.

## Biographie
Sévère lance sa carrière dans le hip-hop dès l'âge de 11 ans : « j'ai commencé par le chant pendant 1 an et le rap est venu par la suite. » Elle débute grâce à l'association Les Sons d’la Rue spécialisée dans l’organisation et l’animation d’ateliers hip-hop pour les jeunes en difficulté dans les quartiers défavorisés. Limité au départ à la communauté urbaine de Strasbourg, le champ d’action des Sons d’la Rue s’étend rapidement dans le Grand Est : Mulhouse, Belfort, Thionville, et Vesoul. Un label de production qui soutient les artistes de la région sur la scène hip hop voit le jour et produit Mahooni & Pépé el Gringo (Razbool), Kaya P, Sévère (Meufia), Zone le stupéfiant. L'association participe à l'aboutissement de projets de compilation comme par exemple Est Side Story qui réunit les principaux rappeurs de l’Est pour une compilation auto-produite.
Les participations à plusieurs projets permettent alors à la jeune chanteuse d'enchaîner les premières parties de groupes reconnus en France et en Allemagne avant d'être repérée par Diam's qui lui propose de l'accompagner en tournée dans toute la France.
Ses chansons racontent avec humanité les déboires de la vie quotidienne avec une ironie jamais en reste, héritée d'une enfance difficile en cité. Ses participations collectives témoignent du parcours singulier d'une artiste propulsée sur le devant de la scène à 24 ans grâce au soutien sans condition de son aînée Diam's. 
Ses textes reflètent les préoccupations d'une jeune femme très tôt livrée à elle-même qui se revendique « presque humaine » dans la jungle urbaine. Sa nature calme et réfléchie se conjugue avec une grande aisance verbale. Sur scène, sa verve comme sa présence physique font de Sévère une des rappeuses les plus énergiques et les plus inspirées de la nouvelle génération. « Mon seul objectif : kiffer et faire kiffer, bref, marquer les esprits » annonce-t-elle[réf. nécessaire]. Diams, très impressionnée par son talent et sa personnalité en première partie de ses concerts, lui ouvre en 2006 les portes de son studio et lui propose de l'accompagner pour sa nouvelle tournée 2006/2007 en compagnie de ses deux choristes MeeLady (Ghetto Clan K) et Maeva. Sévère à travers ses « leçons de vie » incarne un courant sans compromission qui conserve toujours « l'espoir lucide du désespoir ». Elle évoque par sa présence énergique et son « franc-parler » son illustre aîné, JoeyStarr auquel elle est souvent identifiée en raison de ses engagements et d'un flow tonitruant[réf. nécessaire].
En 2004, elle participe à la mixtape Underground Challengers du label québécois Rabza Prod réunissant des artistes du Québec, de France et de Belgique. Elle devient la première artiste annoncée du label Motown France, dirigé par Diam's, avec la chanteuse Vitaa. En 2013, elle participe à l'événement Kerakoum.

## Apparitions live
- Saïan Supa Crew & Afrob (diffusé sur Arte/Zdf) - (Saarbrucken, Allemagne)
- Assassin (Colmar)
- Bam's (Festival de la Villette)
- La Brigade, Kool Savas (Karlsruhe)
- Finale des Présélections du Printemps de Bourges Alsace
- Festival Summer Session (Strasbourg)
- Show Case Skyrock MAX de 109
- Diams (tournée mai 2006)

## Discographie
- Meufia - MLF, Nouvel'R (maxi)
- Meufia - Inédits (maxi)
- A Base 2 Guests (featuring avec Razbool)
- Fight meets Kaya P (featuring)
- Participation aux projets Maximum Boycott, On Sort de l'ombre, Il était une fois, Mixtape Project volumes 1 à 6, Est Side Story